# Leo Deutsch
Lev Grigórievich Deutsch, también conocido como Leo Deutsch (del ruso: Лев Григо́рьевич Дейч) (26 de septiembre de 1855 – 5 de agosto de 1941) fue un revolucionario ruso miembro temprano del Partido Obrero Socialdemócrata de Rusia y uno de los líderes de la facción menchevique.

## Biografía

### Primeros años y actividades políticas
Lev Deutsch nació el 25 de septiembre de 1855 en Tulchýn, Gobernación de Podolia, Imperio ruso. Era hijo de un mercader judío.
Después de hacerse marxista, comenzó a distribuir propaganda en el sur de Rusia. Sus acciones subversivas hicieron que fuese arrestado en 1875, pero se fugó y se dedicó los siguientes años a tratar de organizar una insurrección campesina.
Se unió a Tierra y Libertad, apoyando la campaña de propaganda socialista entre obreros y campesinos. Cuando la organización se escindió en 1879, quedó en la Repartición Negra, la fracción que apoyaba la agitación política, mientras que la mayoría formó la rival La voluntad del pueblo, que prefería el terrorismo.
En 1880, Deutsch y otros dirigentes de la Repartición Negra, incluidos Gueorgui Plejánov, Vera Zasúlich y Pável Axelrod, se instalaron en Ginebra, donde fundaron el Grupo para la Emancipación del Trabajo en 1883.
Fue detenido en Alemania en 1884 y extraditado a Rusia para ser juzgado por un delito de terrorismo que había cometido en 1876. Fue condenado a trece años de trabajos forzados en Siberia. Sin embargo, consiguió fugarse en 1901 y devino miembro activo del Partido Obrero Socialdemócrata de Rusia. En el segundo congreso del partido, que se celebró en Londres, Deutsch apoyó, como Gueorgui Plejánov, Pável Axelrod, León Trotski, Irakli Tsereteli, Moiséi Uritski, Noe Zhordania y Fiódor Dan, a Yuli Mártov, y se alineó con los mencheviques.
Durante la Revolución rusa de 1905, Deutsch volvió a Rusia. Fue detenido y encarcelado, pero de camino a Siberia escapó nuevamente y huyó a Londres; comenzó un nuevo periodo en el exilio que duró hasta la Revolución de Febrero de 1917.

### Exilio y regreso
Desde octubre de 1915 hasta septiembre de 1916, editó un periódico mensual en Nueva York, llamado Svobódnoe Slovo (Palabra Libre).
En 1917, regresó a Petrogrado y se unió a Gueorgui Plejánov para editar Edinstvo (Unidad), publicación del grupo homónimo, situado en la extrema derecha de los grupos socialistas. El grupo, importante en una serie de ciudades, apoyaba al Gobierno provisional ruso, la coalición entre socialistas y liberales y la continuación de la guerra. También escribió sus memorias y editó un volumen de documentos sobre el Grupo para la Emancipación del Trabajo.
Falleció el 5 de agosto de 1941.